# UFC on Fox: Maia vs. Condit
UFC on Fox 21: Maia vs. Condit foi um evento de artes marciais mistas promovido pelo Ultimate Fighting Championship, ocorrido em 27 de agosto de 2016 na Rogers Arena, em Vancouver, Colúmbia Britânica.

## Background
Esta foi a segunda vez que um evento UFC on Fox é realizado fora dos Estados Unidos (o primeiro foi o UFC on Fox: Gustafsson vs. Johnson, na Suécia, em Janeiro de 2015), e pela primeira vez no Canadá.
O evento está previsto para ser encabeçado por um combate no peso-meio-médio, entre o ex-Campeão Peso Meio-Médio do WEC e ex-Campeão Interino Meio-Médio do UFC, Carlos Condit, e o ex-desafiante ao Cinturão Peso Médio do UFC, Demian Maia. A luta estava marcada para acontecer no UFC 202, mas foi transferida uma semana mais tarde para encabeçar este evento.
O vencedor do The Ultimate Fighter: China, Ning Guangyou, era esperado para enfrentar Marlon Vera no UFC 202. No entanto, Guangyou falhou em um teste antidoping, e após a investigação concluir que Guangyou teria ingerido uma substância sem culpa ou negligência no período fora de competição, a luta foi transferida para este evento. Porém, a luta foi adiada mais uma vez, devido a problemas no visto alegados por Guangyou, que restringia o momento de sua viagem.
Josh Emmett era esperado para enfrentar o recém-chegado na promoção, Jeremy Kennedy, no evento. Todavia, Emmett retirou-se da luta em 19 de agosto, com uma lesão não revelada. O outro recém-chegado no UFC, Alex Ricci, substituirá Emmett contra Jeremy Kennedy.
Chad Laprise não bateu o peso, chegando a 159 lbs (72,1 kg). Como resultado, ele foi multado em 20% de sua bolsa na luta, que vai para o seu adversário, Thibault Gouti. A luta prosseguirá no card.

## Bônus da Noite
Os lutadores receberam $50.000 de bônus
- Luta da Noite:  Jim Miller vs.  Joe Lauzon
- Performance da Noite:  Demian Maia e  Paige VanZant